# Tour du Mont Blanc

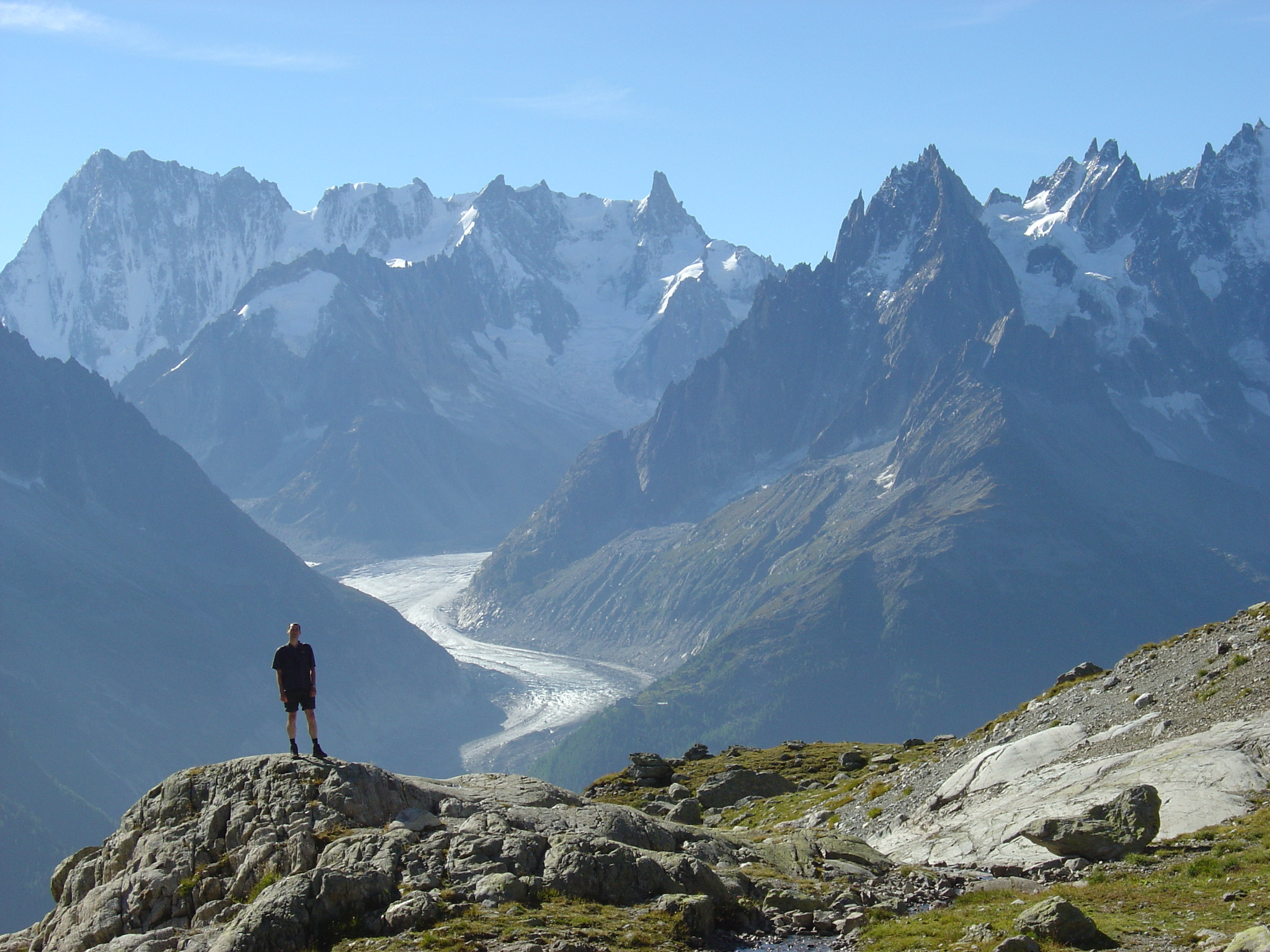
Mt Blanc Massif Del lado francés de la Visita du Mont Blanc

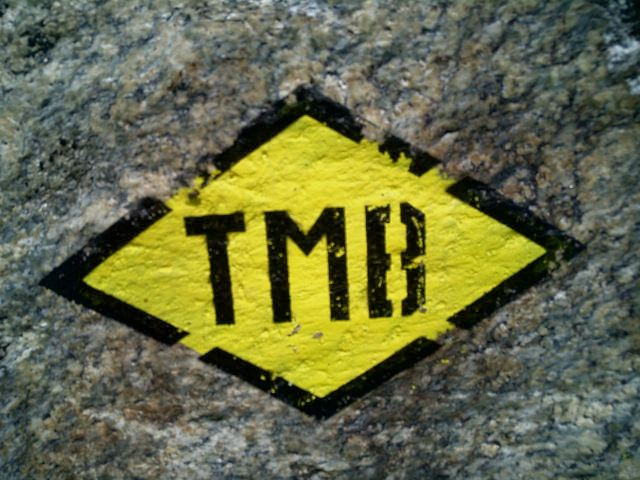
El oficial TMB señal

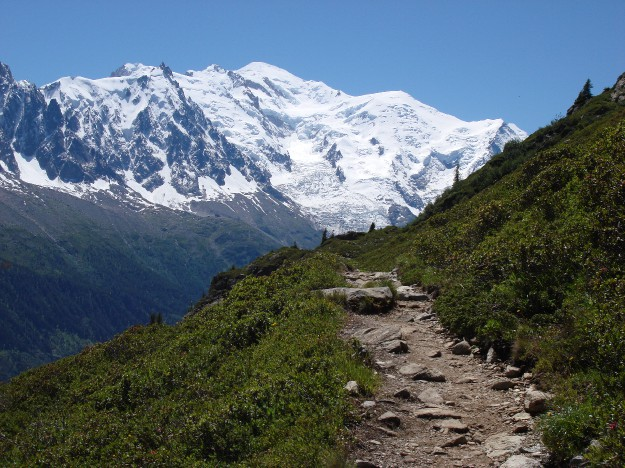
Mont Blanc Del TMB

La Visita al Mont Blanc o TMB es una de las rutas de trekking de largo recorrido más populares de Europa. La ruta Mont Blanc Massif cubre una distancia de aproximadamente 170 km con 10 km de descenso/de ascenso atravesando Suiza, Italia y Francia.
Está considerado uno de los trekkings más populares de Europa. La ruta es circular y normalmente recorrida en el sentido de las agujas del reloj durante aproximadamente 11 días.. Es también la ruta de un maratón de montaña anual en qué el ganador normalmente cubre la distancia entera en menos de 24 horas. Puntos de inicio habitual son Les Houches en el Chamonix valle o Les Contamines en el Montjoie valle (en Francia), Courmayeur del lado italiano, y cualquier Champex o un punto cercano Martigny en Suiza. Los pases de ruta a través de siete valles alrededor del Mont-Blanc massif, un anti-en el sentido de las agujas del reloj inicio en Chamonix dirigiría a través del Chamonix (o Arve) valle, entonces Montjoie, Vallee des Glaciares, italiano Val Veni, & Val Hurón, suizo Val Hurón, y cualquiera el Arpette o Trient valle en Suiza, dependiente encima la ruta tomada.
El ‘oficial' la ruta ha cambiado sobre el curso de los años y muchas alternativas, o ‘Variantes', existe a la ruta estándar. Algunos de estos tomar el intrépido walker a los caminos que requieren forma física más grande, concienciación y habilidad. Otros proporcionan oportunamente menos opciones exigentes, los cuales son a menudo más rápidos que la ruta aceptada pero proporcionar puntos de vista menores a las cordilleras. Para una parte de la manera, entre la cumbre de Brevent y el Col de la Croix du Bonhomme, la ruta coincide con la acera de distancia larga europea GR5 cuando hace su manera del Mar Del norte al Mar mediterráneo. Un enlace también puede ser hecho con el walkers' Haute Ruta de Chamonix a Zermatt en los Alpes suizos.
Plentiful Los alojamientos existen a lo largo de la ruta entera, dejando la ruta para ser rota a segmentos para convenir virtualmente cualquier persona de #acceso. El alojamiento toma una variedad de formas, de dormitorios separados a sexo mixto grande dormitories. Uno normalmente puede obtener cocinó comidas en muchos de estos sitios. Con un inicio en Les Houches uno podría esperar por la noche parones en Les Contamines, Col de la Croix du Bonhomme refuge o Les Chapieux (dependiendo de ruta de variante tomada), Elisabetta Soldini refuge, Courmayeur, Elena refuge, Champex, Trient pueblo, Argentiere, La Flegere refuge y finalmente atrás a Les Houches. El sheer abundancia de marcas de alojamiento para ruta muy flexible-planeando y muchas opciones existen además estos. A pesar de esta riqueza de elección la popularidad enorme de la estela puede dirigir a los problemas que encuentran alojamientos, especialmente hacia el fin del día. Es, aun así, posible de reservar alojamiento por adelantado.
Los puntos más altos en cualquier variante de la estela es el Col des Fours en Francia y el Fenêtre d'Arpette en Suiza, ambos en una altitud de 2,665 m (8,743 ft). A pesar de que, para más, esto no es alto bastante para causar altitud sickness, la estela no obstante representa una proposición física dura. Experiencia de andar en país de montaña tendría que ser considerado vital. Además los tiempos pueden cambiar muy rápidamente de hecho y uno siempre tendría que ser suitably equipado para el reto.
Pasa a través de (o cercano) las ciudades de Martigny, Courmayeur y Chamonix.

## Etapas
Medido con un dispositivo de GPS y un barómetro-reloj.
| Etapa# | Inicio          | Destino         | Kilómetro | Horas  | Metro de ascenso | Metro de descenso |
| ------ | --------------- | --------------- | --------- | ------ | ---------------- | ----------------- |
| 1      | Les Houches     | Refuge du Truc  | 12.8 km   | 4:59   | 1536 m           | 775 m             |
| 2      | Refuge du Truc  | La Balme        | 11.4 km   | 3:10   | 544 m            | 601 m             |
| 3      | La Balme        | Les Mottets     | 15.9 km   | 4:23   | 1136 m           | 1038 m            |
| 4      | Col de Checroui | Courmayeur      | 5.78 km   | 1:20   | 88 m             | 796 m             |
| 5      | Courmayeur      | Rifugio Bertone | 4.12 km   | 1:47   | 727 m            | 0 m               |
| 6      | Rifugio Bertone | Rifugio Elena   | 19.5 km   | 5:06   | 1163 m           | 1086 m            |
| 7      | Rifugio Elena   | Champex         | 28.2 km   | 7:44   | 1045 m           | 1656 m            |
| 8      | Champex         | Le Peuty        | 13.6 km   | 6:01   | 1213 m           | 1274 m            |
| 9      | Le Peuty        | Tre-le-Champ    | 15.7 km   | 5:25   | 1219 m           | 1108 m            |
| 10     | Tre-le-Champ    | Refuge Flegere  | 7.99 km   | 3:18   | 855 m            | 413 m             |
| 11     | Refuge Flegere  | Les Houches     | 19.6 km   | 6:25   | 889 m            | 1773 m            |
| Total: | Total:          | Total:          | 154.59 km | 49h38m | 11,603 m         | 11,895 m          |

## UltraMarathon
La ruta de la Visita du Mont Blanc está utilizado para un anual ultramarathon el acontecimiento llamó el Ultra-Estela du Mont-Blanc. El tiempo ganador es normalmente alrededor 20 horas para completar el circuito entero.